# 劇場版ポケットモンスター アドバンスジェネレーション 七夜の願い星 ジラーチ ミュージックコレクション
『劇場版ポケットモンスター アドバンスジェネレーション 七夜の願い星 ジラーチ ミュージックコレクション』は、劇場版『ポケットモンスター アドバンスジェネレーション 七夜の願い星 ジラーチ』、『おどるポケモンひみつ基地』のサウンドトラック。2003年7月25日にメディアファクトリーから発売された。

## 概要
- 劇場版『ポケットモンスター アドバンスジェネレーション 七夜の願い星 ジラーチ』と『おどるポケモンひみつ基地』のサウンドトラック。
- CDジャケットには、サトシ、ピカチュウ、タケシ、ハルカ、マサト、アチャモ、キモリ、ミズゴロウ、ジラーチ、グラードン、アブソルが描かれている。

## 収録曲
1. はじまり
2. ポルカ・オ・ドルカ（映画サイズ）
歌：ニャース（犬山犬子）、ノルソル合唱団
作詞：戸田昭吾 / 作曲・編曲：たなかひろかず
劇場版『おどるポケモンひみつ基地』オープニングテーマ
3. 救出だ!?
4. ひみつ基地? 〜ロケット団のテーマ〜
5. 潜入!
6. 活躍!
7. 「ポルカ・オ・ドルカ」メドレー
8. 大脱走
9. 危機
10. 大脱走2
11. 冒険のはじまりだ!!
歌：KAORI
作詞：吉川兆二 / 作曲・編曲：たなかひろかず
劇場版『おどるポケモンひみつ基地』エンディングテーマ
12. アバン〜ポケモンワールド
13. アバン〜グラードンのテーマ
14. アバン〜サトシと仲間たち
15. 劇場版ポケットモンスター 2003タイトルテーマ
16. アドバンス・アドベンチャー 〜旅はつづく〜
17. 移動遊園地
18. マジックショー
19. マサトの気持ち
20. 遊園地
21. 千年彗星
22. ジラーチ誕生
23. ジラーチ・パワー
24. マサトとジラーチ
25. ファウンス
26. ダイアンの気持ち
27. アドバンス・アドベンチャー 〜ファウンスへ!!〜
28. マサトの気持ち
29. 別れ
30. バトラーのテーマ
31. ジラーチ救出!!
32. フライゴン登場
33. ラストバトル!!
34. 小さきもの 〜子守りうた〜
35. 小さきもの
歌：林明日香
作詞：三浦徳子 / 作曲・編曲：山移高寛
劇場版『ポケットモンスター アドバンスジェネレーション 七夜の願い星 ジラーチ』エンディングテーマ
36. アドバンス・アドベンチャー（アコースティック・バージョン）
歌：GARDEN
作詞：GARDEN / 作曲・編曲：たなかひろかず